# Lindevägen

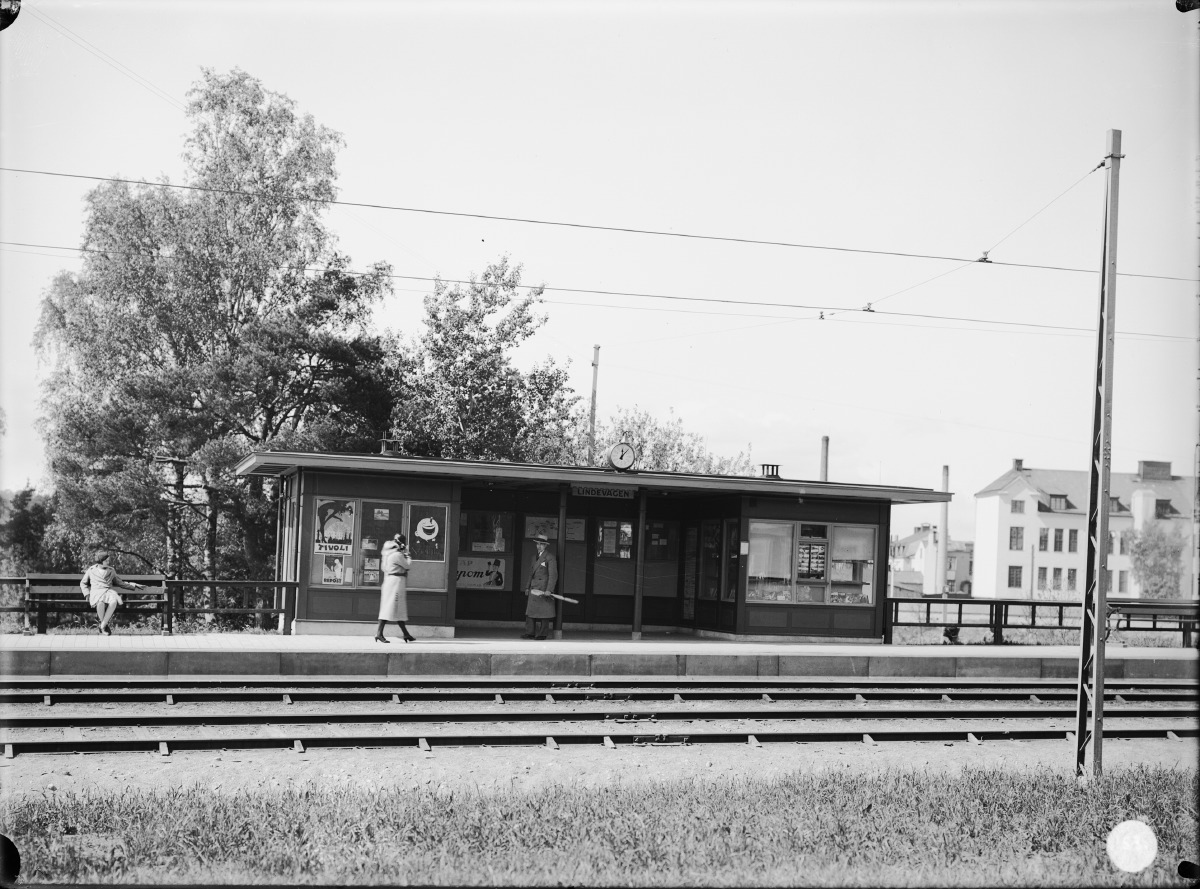
Lindevägens spårvagnshållplats 1931, på spårvägslinje 19 (Örbybanan), Enskede gård. I bakgrunden på höger sida skymtar kvarteret Renseriet vid nuvarande Bolidenvägen.

Lindevägen är en gata i Enskede gård (1-47, 2-124) och Johanneshov (49-123) i Stockholm. Den ligger bredvid Slakthusområdet och går mellan Palmfeltsvägen och Enskedevägen. Här ligger villor och flerfamiljshus (38-124); villaområdet kallades i början för Nya Enskede alternativt Palmeska förstaden.
Gatans längd är 830 meter lång och fick sitt namn 1917. Linde var ursprungligen namnet på ett torp, krog och skjutshåll som från 1762 låg vid nuvarande Bolidenvägen 2.